# Resolució 900 del Consell de Seguretat de les Nacions Unides
La Resolució 900 del Consell de Seguretat de les Nacions Unides fou adoptada per unanimitat el 4 de març de 1994. Després de reafirmar totes les resolucions del Consell de Seguretat de les Nacions Unides sobre la situació a Bòsnia i Hercegovina, el Consell va debatre sobre la restauració dels serveis públics essencials i la vida normal a la capital Sarajevo.
El Consell de Seguretat va observar notables esdeveniments al voltant de Sarajevo com a primer pas cap a la recuperació de la pau a Bòsnia i Hercegovina. Hi va haver un acord entre Bòsnia i Hercegovina, els serbis de Bòsnia i el Representant Especial del Secretari General de les Nacions Unides sobre un alto el foc i armes pesants que fou benvingut, donades les mesures adoptades en les resolucions 824 (1993) i 836 (1993). Era fonamental que els ciutadans i l'ajuda humanitària poguessin moure's lliurement i que es pogués reprendre la vida normal. Per tant, el Regne Unit i els Estats Units van enviar una missió conjunta a Sarajevo per avaluar el procés de restauració. El Consell va afirmar que la ciutat de Sarajevo era important com a capital de Bòsnia i Hercegovina i com a centre multicultural, multiètnic i religiós.
A més, la resolució va donar la benvinguda a la rotació del personal de la Força de Protecció de les Nacions Unides a Srebrenica i a la reobertura de l'Aeroport Internacional de Tuzla. També preocupava la deterioració de la situació a Maglaj, Mostar i Vitez. El Consell també va destacar la importància de l'observança del dret internacional humanitari.
Totes les parts van ser cridades a cooperar amb la UNPROFOR pel que fa a l'alto el foc al voltant de Sarajevo i treballar per ajudar a restablir la vida normal a la ciutat. Es va demanar al Secretari General Boutros Boutros-Ghali que nomenés un alt funcionari civil per elaborar un pla d'acció per a la restauració de serveis públics a la zona de Sarajevo, amb l'excepció de Pale. També se li va demanar que establís un fons fiduciari voluntari als quals els països podrien contribuir. En una setmana es va demanar que informés sobre els mitjans per assolir els objectius abans esmentats i els costos implicats, i informar en deu dies sobre els desenvolupaments relacionats amb la protecció de Maglaj, Mostar i Vitez.